# バスケットボール女子ペルー代表
バスケットボールペルー代表（Peru women's national basketball team）は、ペルーバスケットボール連盟により国際大会に派遣されるペルーの女子バスケットボールナショナルチームである。

## 歴史
ワールドカップに過去4度出場。しかし五輪出場はいまだ果たしていない。

## 過去の国際大会成績
- オリンピックの成績
  - 出場なし
- ワールドカップの成績
  - 1953年 － 7位
  - 1957年 － 11位
  - 1964年 － 7位
  - 1983年 － 13位
- アメリカップの成績